# カール・ベア
カール・ハウエル・ベア（Karl Howell Behr、1885年5月30日 - 1949年10月15日）は、アメリカ合衆国の元テニス選手及び銀行家である。ベアは同時に、1912年に発生したタイタニック号沈没事故での生存者としても知られている。

## 生涯

### 前半生
カール・ハウエル・ベアは、ニューヨークで生まれた。ベアはニュージャージー州にあるローレンスビル・スクールで教育を受け、イェール大学に進学した。1910年には弁護士会への入会を許された。
ベアは当時よく知られたテニス選手であり、1907年にはビールズ・ライトとペアを組んでアメリカ合衆国のデビスカップ代表となった。同年のウィンブルドン選手権でも、ライトとのペアで男子ダブルス決勝まで勝ち進んだが、ノーマン・ブルックス（オーストラリア）とアンソニー・ワイルディング（ニュージーランド）のペアに 4-6, 4-6, 2-6 のスコアで敗退した。これはアメリカ人の男子テニス選手による最初のウィンブルドン決勝進出記録である。

### タイタニック号
1912年にベアは、タイタニック号の1等船室を予約した。この旅行の主な理由は、彼の姉妹の友人で、同じく1等に乗船した女性、ヘレン・ニューサム（Helen Newsom）を追いかけるためであった。ヘレンの母サリーは2人の関係を快く思わず、仲を阻もうと画策して娘とともにヨーロッパへのグランドツアーへと出発した。しかし、ベアは仕事での出張を名目にして彼女たちの旅行についていった。航海中、ベアはC-148号の船室を割り当てられた。
タイタニック号が氷山に衝突した後、ベアとヘレンは彼女の母サリーと継父リチャード、エドウィンとガートルードのキンボール夫妻にボート甲板上で出会った。3等航海士のハーバート・ピットマン（en:Herbert Pitman）の指揮の下、彼らは5号救命ボートの周りに集まった。キンボール夫人が、J・ブルース・イズメイに全員ボートに乗ってもよいかと尋ねたのに対して、イズメイの回答は「もちろん全員です、マダム」であった。その結果、ベアを含む人々は5号救命ボートに乗って難を逃れることができた。彼らが救助された後に、新聞数紙がベアはヘレンに対して救命ボート内でプロポーズしたと報道した。
カルパチア号に救助された後、ベアとモリー・ブラウンを含むタイタニック号乗客の主だった人々は、同船の船長アーサー・ロストロン（en:Arthur Rostron）と乗組員320名に対してその勇気を賞賛して、銀製のカップをロストロンに贈り、記念メダルを他の乗組員に贈ったという。

### その後
ヘレンの母の反対にもかかわらず、ベアとヘレンは1913年3月にニューヨークで結婚した。2人の間には4人の子が生まれた。
ベアは事故からの生還後もテニスを続け、同じくタイタニック号から生還したリチャード・ノリス・ウィリアムズにデビスカップで勝利を収めた。1915年には、当時世界最強のテニス選手と言われていたモーリス・マクローリンに 8-6, 7-5, 7-5 のストレートで勝利を収めている。
ベアは法曹の道を諦め、銀行家へと転進した。彼は投資会社のディロン・リード&カンパニー（en:Dillon, Read & Co.）の副社長となり、NCRコーポレーションなどの取締役となった。

### 死
1949年10月15日に、ベアは自宅で死去した。彼はニュージャージー州のモリスタウンにあるエヴァーグリーン墓地（Evergreen Cemetery）に埋葬された。没後24年たった1969年に国際テニス殿堂入りを果たしている。
ベアの死後、ヘレンは彼の親友でテニス仲間でもあったディーン・マッセイ（Dean Mathey）と再婚し、1965年にニュージャージー州プリンストンで死去した。